# Rudolf Gahlbeck
Rudolf Wilhelm Albert Gahlbeck, auch Rudolph Gahlbeck (* 22. November 1895 in Malchow; † 4. Oktober 1972 in Schwerin) war ein deutscher Maler, Grafiker, Kunstpädagoge und Autor.

## Leben
Rudolf Gahlbeck wurde 1895 im mecklenburgischen Malchow als Sohn eines Kaufmanns geboren. Zwischen 1908 und 1914 besuchte er das Realgymnasium in Güstrow, anschließend war er als Soldat im Ersten Weltkrieg. Von 1916 bis 1919 studierte er Germanistik an der Universität in Rostock. Diese Studien wurden an der Hamburger Universität fortgesetzt, erweitert um Kunstpädagogik bei Arthur Illies an der Staatlichen Kunsthochschule ebenfalls in Hamburg, die praktische Ausbildung erfolgte an einer Wismarer Schule. 1921 schlossen die Studien mit dem Examen für künstlerisches Lehramt an höheren Schulen. Zunächst war Gahlbeck ab 1922 Zeichenlehrer an einer Privat-Realschule und dann ab 1925 Kunsterzieher am Gymnasium Schwerin. Für seine eigene künstlerische Ausbildung nutzte er 1926 Studien bei Max Bergmann an dessen Malschule in Haimhausen bei München. 1944 wurde Gahlbeck zum Studienrat ernannt.

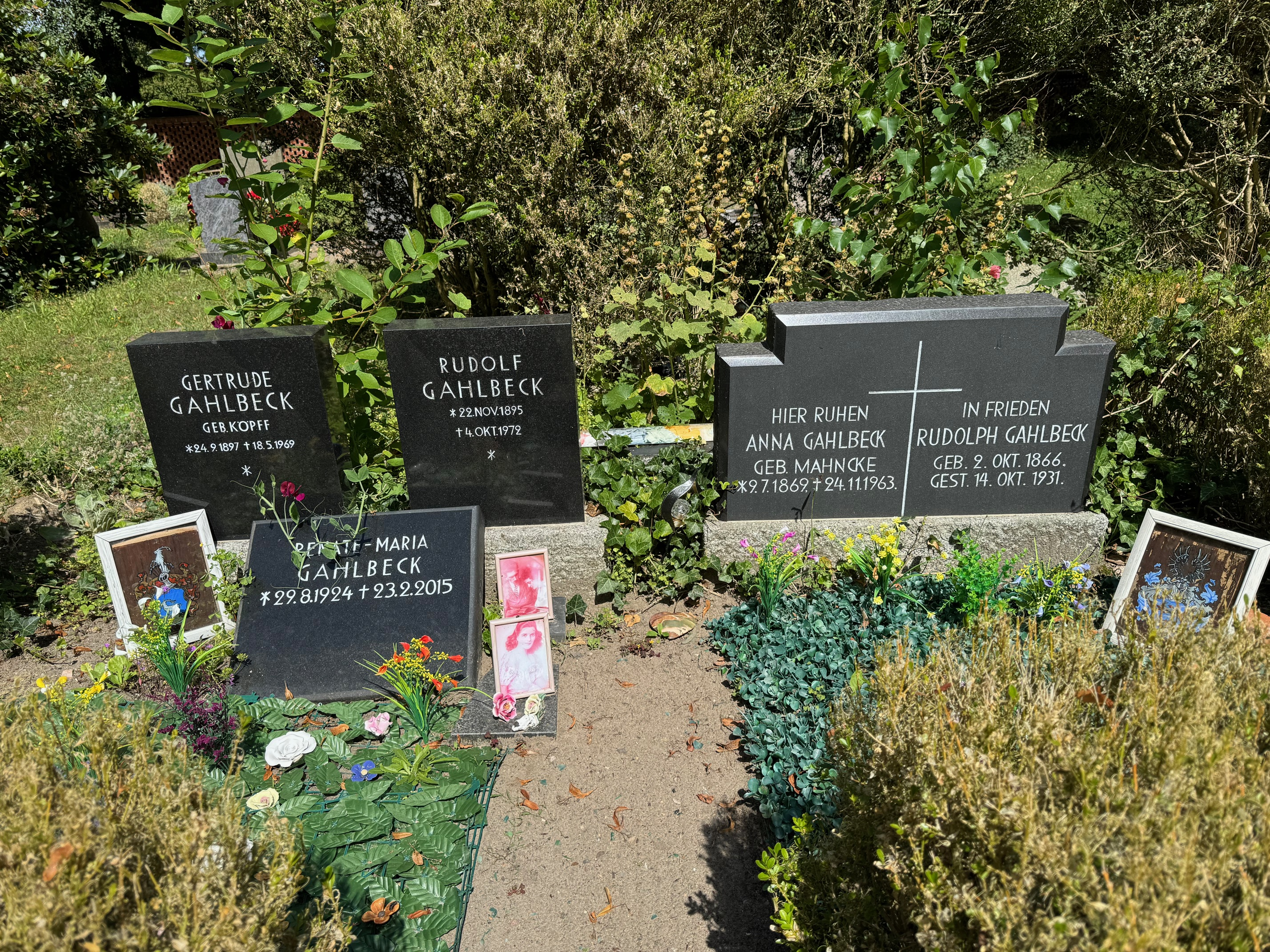
Grabstätte Rudolf Gahlbeck auf dem Klosterfriedhof Malchow, Fotografie von 2024.

Von 1945 bis zu seiner Pensionierung 1961 war Rudolf Gahlbeck Kunsterzieher an der Goethe-Oberschule Schwerin, ab 1946 außerdem Dozent an der Volkshochschule Schwerin. Ab 1945 war er Mitglied der Sektion Bildende Kunst im Kulturbund zur demokratischen Erneuerung Deutschlands. Rudolf Gahlbeck starb 1972 nach längerer Krankheit kurz vor Vollendung seines 77. Lebensjahres in Schwerin. Seine Grabstelle befand sich auf dem Alten Friedhof am Obotritenring in Schwerin. 1998 wurde er auf den Klosterfriedhof Malchow umgebettet.
In seiner Geburtsstadt Malchow ist der Rudolf-Gahlbeck-Weg, in der nähe des Stadtfriedhofs gelegen, nach ihm benannt.

## Werk
Rudolf Gahlbeck war als Künstler ein Multitalent. Neben seinem Hauptberuf als Kunsterzieher war er in vielen Kunstgattungen zu Hause. Er war Maler, Zeichner, Grafiker. Er schuf Plakate, Signets und Buchschmuck, schrieb Novellen, Gedichte, Opernlibretti und Kantatentexte. Er komponierte Lieder, spielte in seiner Jugend Geige und bis ins Alter temperamentvoll Klavier.
Seine Hamburger Studien brachten ihm die Bekanntschaft mit Prof. Georg Anschütz (1886–1953) vom Psychologischen Institut der Universität Hamburg, dessen Forschungen die Musikpsychologie und Synästhesie – hier die Zusammenhänge zwischen Farbe und Musik – zum Thema hatten. Mit der Farbe-Ton-Forschung beschäftigte sich fortan auch Gahlbeck, es entstanden Synopsien, eine Anzahl von Aquarellen (Farbstudien), deren Inhalt die Umsetzung gehörter Musik in Bilder war. Ebenso schrieb er Fachbeiträge zu diesem Thema. 1927 war er Teilnehmer des ersten Kongresses der Gesellschaft für Farbe-Ton-Forschung in Hamburg. Zudem wurde er Mitarbeiter der Psychologisch Ästhetischen Forschungsgesellschaft der Universität Hamburg.

## Werke (Auswahl)
Eine umfangreiche Liste der Veröffentlichungen Rudolf Gahlbecks ist bei der Landesbibliografie Mecklenburg-Vorpommern zu finden (siehe Weblinks). In einer Dauerausstellung werden zahlreiche Werke in der Geburtsstadt Malchow im Kunstmuseum der Klosteranlage ausgestellt.

### Maler/Grafiker
- Volkslieder aus Mecklenburg.
Liedauswahl und Kommentar: Hans Erdmann, Einband und Illustrationen: Rudolf Gahlbeck, Petermänken-Verlag, Schwerin 1960
- Februarsonne: Klosterkirche Malchow i.M.[6]
- Scheunen am Abend (bei Malchow i.M.)[7]
- Ausblick: Fauler See bei Schwerin i.M.[8]
- Das alte Lied[9]
- Wintersonne, Öl auf Leinwand
- Mecklenburger Bauernkaten, Aquarell
- Mecklenburger Seenlandschaft, Öl auf Leinwand
- Abendstimmung am Amperkanal, Aquarell
- Wismarer Hafen, 1922
- Schweriner Dom am Großen Moor, um 1925
- Im schönsten Wiesengrunde, 1938
- Malchower Brücke, um 1940
- Märzelegie, um 1940
- Im Teufelsmoor, um 1940
- Februarsonne (Ziegelsee), 1945[10]

### Abhandlungen zur Farbe-Ton-Forschung
- Farbenhören. 1925[11]
- Farbe und Ton. 1927[12]
- Farbe, Form und Ton. Über die Darstellung musikalischer und anderer akustischer Eindrücke im Kunstunterricht. 1927[13]
- Gibt es sichtbare Töne? Betrachtung zum Farbe-Ton-Problem. 1927[14]
- An den Grenzen. Betrachtungen zum Farbe-Ton-Problem. 1928[15]

### Künstlerische Arbeiten zur Farbe-Ton-Forschung
- Farbhören (Darstellungen der Musik im Bild).
- Andante maestoso, um 1925
- Sechs deutsche Musiker, 1924, Aquarell-Zyklen
- Musikalische Visionen, 1925
- Synopsien, abstrakte Bilder zur Musik Beethovens, Wagners, Richard Strauss’ und Ravels

### Schriftsteller
- Ernst Barlach: Sonette um sein Werk, 1951. [2. Aufl. der neugestalteten Ausg., Hinstorff, Rostock 1990, ISBN 3-356-00163-9.]
Wurde als „Barlach-Kantate“ von Karl Etti vertont und Etti für sein Werk mit dem österreichischen Staatspreis 1952 ausgezeichnet. Die Uraufführung erfolgte 1954 an der Wiener Staatsoper.[16]
- Die weiße Spirale: Flandrische Novelle, 1942
- Psalmen der Liebe, Gedichte, 1923
- Das tönende Blut, Gedichte, 1922

### Bühnenwerke/Musik
- Goya, Oper in 4 Aufzügen, Libretto unter freier Benutzung einer Novelle von Wilhelm Hegeler, Musik von Hellmuth von Ulmann, 1944
- Flandrische Legende, 6 Gesänge für Alt und Bariton mit Kammer-Orchester, Musik von Robert-Alfred Kirchner, 1935
- Ritter, Tod und Teufel: Kantate der deutschen Auferstehung, Musik von Robert-Alfred Kirchner, 1935
- Staub und Sterne, Vagabunden-Kantate für gemischten Chor, Baritonsolo, Sprecher und großes Orchester, Musik von Robert-Alfred Kirchner, 1934
- Die Brücke, Oper in 2 Aufzügen, einem Vor- und einem Nachspiel, Musik von Max R. Albrecht, 1934
- Opfergang dem unbekannten Soldaten, als Requiem für Soli, Sing- und Sprechchor, Großes Orchester und Orgel vertont von Robert-Alfred Kirchner, 1931
- Marionetten: Großstadt-Ballade. Opern in 8 Bildern und einem Vorspruch, Musik von Robert-Alfred Kirchner, 1929
- Friedenshymne „Morgenrot durchflammt die Lande“, Lied für Singstimme mit Klavierbegleitung, Worte und Musik.

## Ausstellungen
- Jahresschau 1945 der Kunstschaffenden aus Mecklenburg-Vorpommern im Landesmuseum zu Schwerin vom 25. November bis 31. Dezember 1945.[10]
- Rudolf Gahlbeck: Gemälde – Aquarelle – Grafik. Verband Bildender Künstler Deutschlands, Schwerin 1961[17]
- Rudolf Gahlbeck: zum 90. Geburtstag. Staatliches Museum Schwerin, 1986[17]
- Rudolf Gahlbeck: 1895–1972; Malerei & Zeichnungen. Kulturzentrum Kloster Malchow, 2007[17]
- Synopsien: Rudolph Gahlbeck: 1895–1972. Eine Ausstellung der Stiftung Mecklenburg in Zusammenarbeit mit dem Kunstmuseum Malchow, 3. März 2017 – 28. Mai 2017[17]